# Iyenemi Furo
Iyenemi Furo, est un footballeur du Nigeria né le 17 juillet 1978. 
- Poste : Défenseur
- Nationalité :  Nigeria  Belgique
- Taille : 1,86 m
- Poids : 84 kg

## Clubs successifs
| Saison      | Club              | Pays     | Ligue     | Matchs /Buts |
| ----------- | ----------------- | -------- | --------- | ------------ |
| 1995 - 1996 | Paris SG          | France   | formation | /            |
| 1996 - 1997 | Paris SG          | France   | formation | /            |
| 1997 - 1998 | KSV Waregem       | Belgique | D1        | /            |
| 1998 - 1999 | KSV Waregem       | Belgique | D1        | /            |
| 1999 - 2000 | FC Sion           | Suisse   | LNB       | /            |
| 2000 - 2001 | FC Sion           | Suisse   | LNA       | /            |
| 2001 - 2002 | FC Sion           | Suisse   | LNA       | /            |
| 2002 - 2003 | Royal Antwerp FC  | Belgique | D1        | /            |
| 2003 - 2004 | Akratitos Liosion | Grèce    | D1        | /            |
| 2004 - 2005 | FC Istres         | France   | L2        | /            |
| 2005 - 2006 | Servette FC       | Suisse   | LNA       | /            |